# Philipp Wehr
Philipp Wehr (* 10. April 1906 in München; † 20. Februar 1960) war ein deutscher Politiker (SPD) und Mitglied des Deutschen Bundestages.

## Biografie

### Ausbildung und Beruf
Wehr hieß zunächst nach seinem Vater Zopf. 1933 nahm er den Namen seiner Mutter Wehr an. Nach dem Besuch der Bürgerschule in Eberswalde absolvierte er eine Zimmererlehre. Er gründete 1922 eine Lehrlingsvereinigung im Baugewerbe, schloss sich 1923 dem Zentralverband der Zimmerer an und war anschließend in diesem Handwerk tätig. Daneben besuchte er die Volkshochschule und belegte Privatkurse in Mathematik und Baukonstruktionslehre. 1928/29 bildete er sich an der Bundesschule des Allgemeinen Deutschen Gewerkschaftsbundes (ADGB) in Bernau bei Berlin, der Schule der Arbeit in Leipzig, der SPD-Schule in Strausberg sowie der Agrarschule in Brieselang fort. 1933 wurde er Bezirksbetriebsrat bei den Märkischen Wasserstraßen.
Wehr floh im April 1933 aus politischen Gründen und unter falschem Namen nach Lüneburg. Dort war er als landwirtschaftlicher Arbeiter und Zimmerer tätig, bevor er von 1937 bis 1939 als Angestellter des Wasserstraßenamtes in Wesermünde arbeitete. 1938 bestand er die Meisterprüfung und wurde in der Kriegszeit von 1939 bis 1945 als Bauleiter unter anderem in Polen beschäftigt.
Wehr war seit 1945 Geschäftsführer und von 1947 bis 1953 Mitinhaber der Firma Baugesellschaft Sperling mbH in Bremerhaven. Er schloss sich der IG Bau-Steine-Erden an und war als Zimmermeister in Bremerhaven-Geestemünde tätig.

### Politik
Wehr engagierte sich seit 1920 zunächst in der Spartakusjugend und in der sozialistischen Jugendbewegung. Er war 1925 Mitbegründer der Sozialistischen Arbeiter-Jugend (SAJ) in Eberswalde und leitete später den SAJ-Unterbezirk Oberbarnim-Uckermark. Er trat 1926 in die SPD ein und wurde 1930 zum Vorsitzenden des SPD-Ortsverbandes Eberswalde gewählt. Darüber hinaus war er Mitglied des dortigen Bezirksvorstandes der Partei. Er wurde 1933 noch kurzzeitig in die Stadtverordnetenversammlung von Eberswalde gewählt und kandidierte für den preußischen Landtag.
Nach 1945 war Wehr Vorsitzender des Distriktvereins der SPD Bremerhaven-Geestemünde und von 1946 bis 1955 Stadtverordneter in Bremerhaven. Dem Deutschen Bundestag gehörte er vom 21. Mai 1952, als er für den verstorbenen Abgeordneten Bernhard Lohmüller nachgewählt wurde, bis zu seinem Tod 1960 an. Er vertrat den Wahlkreis Bremerhaven - Bremen-Nord im Parlament. Er war ein aktiver Pazifist, engagierte sich in der Anti-Atom-Bewegung und stimmte im Bundestag gegen die Gründung der Bundeswehr.
Von 1951 bis 1955 amtierte Wehr als ehrenamtlicher Stadtrat in Bremerhaven für das Dezernat Gesundheitswesen.
Außerdem war er Mitglied des Kuratoriums der Jugendberatungsstelle für Psychohygiene und des Verwaltungsrates der Bädergesellschaft Bremerhaven.